# 丁會
丁會（？—910年），字道隐，安徽寿春人。
早年投靠黄巢，在黄巢部下朱温之麾下效力，朱温投降唐朝，丁会被封为都押衙。李克用遣大将李存孝引兵攻洛阳，張全義糧食且盡，僅食木屑為活，向朱全忠求援。朱全忠命令丁会和葛从周等人率兵前往救援。李存孝、李罕之大败，逃奔河东，張全義自此归附朱全忠。丁會又大破魏博节度使罗弘信於内黄。丁會再攻宿州，引汴水淹城，刺史张筠出降。又大破平卢节度使朱瑾於金乡。光化元年，澤州（今山西晋城）刺史李罕之入据潞州（今山西长治），自称昭义节度使，李克用派大將李嗣昭討伐，李罕之向朱溫求援。當時李罕之已病危，不久去世，朱溫趁機以丁會為昭义留后，後為節度使。
天祐元年（904年）八月十一日壬寅夜，朱全忠杀害唐昭宗。丁会聞訊痛哭，率三军为唐昭宗发哀，向河东晋王李克用请降，並前往太原，赐以門第，位在诸将上，隔年四月二十四日，李存勖于太原城外大阅三军，命丁会为兵马都招讨。910年，病逝于太原。

## 延伸阅读
[在维基数据编辑]
 《舊五代史·卷59》，出自薛居正《舊五代史》
 《新五代史·卷44》，出自歐陽修《新五代史》